# تشهار طاق (تكاب)
تشهار طاق هي قرية في مقاطعة تكاب، إيران. يقدر عدد سكانها بـ 433 نسمة بحسب إحصاء 2016.